# 步虛僊琴譜
《步虛僊琴譜》，古琴譜，據《與古齋考存琴譜》載稱，此書是明嘉靖三十五年丙辰顧挹江輯，全書九卷。日本內閣文庫書目所載同。中國藝術研究院音樂研究所藏，明刻本，僅存第五第六兩卷殘本，共十五曲。